# Polycirrus paivai
Polycirrus paivai är en ringmaskart som beskrevs av Garraffoni och Costa 2003. Polycirrus paivai ingår i släktet Polycirrus och familjen Terebellidae. Inga underarter finns listade i Catalogue of Life.